# Mathilde Krim

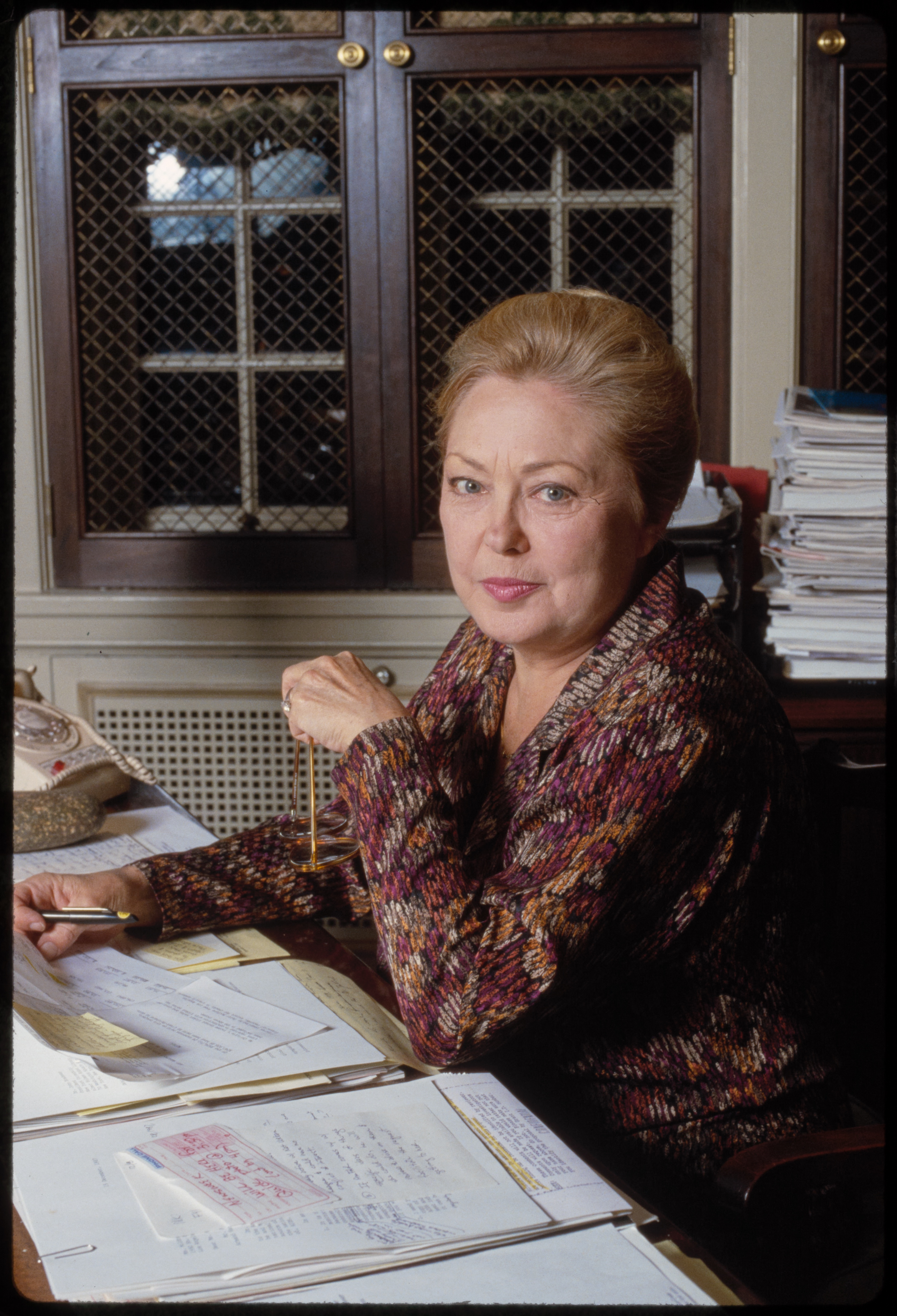
Mathilde Danon (1987)

Mathilde Krim (* 9. Juli 1926 als Mathilde Galland in Como, Italien; † 15. Januar 2018 in Kings Point, New York) war die Gründungsvorsitzende der American Foundation for AIDS Research (amfAR), einer Gesellschaft zur Erforschung von AIDS.

## Leben
Mathilde Krim war das erste von vier Kindern von Elizabeth Rosa Krause, einer italienischen Katholikin, und Eugène Emmanuel Galland, einem Schweizer Protestanten. Ihre Eltern zogen von Italien in die Tschechoslowakei und später in die Schweiz. In Genf fand ihr Vater eine Arbeit als Beamter des Gesundheitsamtes.
Nach Abschluss der École supérieur des jeune filles begann sie ihr Studium an der Universität Genf. Schon während des Studiums wurde der Embryonenforscher Émile Guyénot auf sie aufmerksam und stellte sie als Assistentin in seinem Labor ein. Nach dem Universitätsabschluss 1948 blieb sie bei Guyénot und fertigte selbständig außergewöhnlich schwierige mikroskopische Studien an Chromosomen jener Organismen durch, für die sich Guyénot besonders interessierte. Für diese Studien erhielt sie 1953 ihren Ph.D.
Während ihres Studiums lernte sie David Danon, einen jüdischen Studenten kennen, der Mitglied der Irgun Zwai Leumi war. Sie heiratete ihn, konvertierte zum Judentum und 1951 wurde ihre Tochter Daphna geboren. Sie wurde ein aktives Mitglied der jüdischen Bewegung Irgun Zwai Leumi, deren Vorsitzender Menachem Begin seinerzeit war, und kämpfte für Israels Unabhängigkeit durch Gewehrschmuggel ebenso wie durch das Sammeln von Spenden für Israel. Die Familie siedelte 1953 nach Israel über, die Ehe wurde später geschieden.
Von 1953 bis 1959 arbeitete sie im Bereich der Zytogenetik sowie der Erforschung krebserregender Viren am Weizmann-Institut für Wissenschaften in Israel, wo sie ein Mitglied jenes Teams war, dem es erstmals gelang eine pränatale Geschlechtsbestimmung durchzuführen.
1958 heiratete sie Arthur B. Krim (1910–94), einen New Yorker Anwalt, Chef von United Artists und Gründer von Orion Pictures. 1959 zog sie nach New York City und wurde Mitglied des Forschungs-Kollegiums der Medizinischen Fakultät der Cornell University. 1962 wurde Krim Forschungswissenschaftlerin am Memorial Sloan Kettering Cancer Center, einem der bedeutendsten Institute für Krebsforschung. Zwischen 1981 und 1985 war sie dort Direktorin des Interferon-Laboratoriums.
Zwischen 1975 und 1985 veröffentlichte Krim mit mehreren Co-Autoren über 30 Publikationen zu den Themen Krebs und Interferon.
1983 wurde ihr Labor in die Behandlung einiger Patienten involviert, die das seltene Kaposi-Sarkom hatten. Zugleich waren sie an einer neuen Immunschwächekrankheit erkrankt. Krim gründete aufgrund ihrer Erfahrungen mit den AIDS-Erkrankten und ihrer Forschungsarbeit 1985 amfAR. 1990 verschmolz diese Organisation mit der von Elizabeth Taylor gegründeten AIDS-Organisation der Westküste.
Sie hatte eine laufende Berufung als beigeordnete Professorin für Öffentliche Gesundheit und Gesundheitsmanagement an der Mailman School of Public Health der Columbia University.
Krim besaß 16 Doktortitel „honoris causa“ und erhielt zahllose weitere Ehrungen und Auszeichnungen. Am 9. August 2000 wurde ihr die Presidential Medal of Freedom, die höchste zivile Auszeichnung in den USA, für ihr „außerordentliches Engagement und Mitgefühl“ verliehen.